# Classe Sibir'
Le unità appartenenti alla classe Sibir (progetto 1128 e 1129 secondo la classificazione russa) erano navi per controllo missili, costruite nei primi anni sessanta per la marina militare sovietica. La classificazione russa per tali unità era OS.

## Tecnica
Le classe Sibir furono costruite modificando alcuni scafi delle navi cargo di costruzione polacca appartenenti alla classe Donbass, di cui vennero costruiti oltre 40 esemplari per la marina mercantile sovietica (più altri che furono esportati a Paesi amici). Gli scafi prescelti per essere modificati furono rimorchiati dalla Polonia fino a San Pietroburgo (che allora si chiamava Leningrado), e vennero completati nel 1960.
Le Sibir erano caratterizzate da una piazzola per elicotteri a poppa, e da una sovrastruttura al centro della nave. Imbarcavano ben tre radar: due da navigazione Don-2 ed uno da ricerca aerea di tipo Head Net-C (a parte la Chukota, che invece imbarcava un radar tipo Big Net, e differiva per alcuni particolari della linea).

## Servizio
Le Sibir' entrarono in servizio con la marina sovietica a partire dal 1960. Furono tutte radiate in seguito alla dissoluzione dell'Unione Sovietica.
- Sibir’
- Chukota
- Sakhalin
- Spassk (ex Suchan)